# Aldo Ino Ilešič
Aldo Ino Ilešič (Ptuj, 1 de setembro de 1984) é um ciclista esloveno, que atualmente (2013) compete pela equipe UnitedHealthcare.
Participou duas vezes do Tour do Rio, nas edições de 2010 e 2012, vencendo 3 etapas no total.

## Principais Resultados
2003
1º - Etapa 3 do Tour de Slovénie
2004
1º - Etapa 4 do Olympia's Tour
2005
4º - Porec Trophy
2006
5º - Porec Trophy
1º - Etapa 5a do Giro delle Regione
1º - Etapa 4 do Course de Solidarnosc et des Champions Olympiques
2007
4º - Porec Trophy
2008
1º - Porec Trophy
1º - Beograd - Banja Luka I
4º - Beograd - Banja Luka II
3º - GP Kranj
2010
1º - Etapas 3, 7 e 10 do Tour du Maroc
1º - Etapa 1 da Vuelta a México
1º - Etapas 4 e 5 do Tour do Rio
2012
2º - Philadelphia International Championship
1º - Etapa 7 do Tour of Qinghai Lake
1º - Etapa 4 do Tour do Rio
6º - Classificação Geral do Tour of China I
1º - Etapa 3